# Kulhudhuffushi
Kulhudhuffushi (malediw. ކުޅުދުއްފުށ) – wyspa na Malediwach; stolica atolu Haa Dhaalu, według danych szacunkowych na rok 2014 liczyła 8226 mieszkańców. Czwarte co do wielkości miasto kraju.